# Route 45 (Manitoba)
La Route 45 (PTH 45) est une route provinciale du Manitoba. Elle relie la route 16 / route 83 à Russell et la route 10 près d'Erickson.
La route 45 est officiellement nommée la Russell Subdivision Trail.

## Description du tracé
La route 45 débute à Russell à une intersection avec la route 16 / route 83 dans le sud-est de la ville. Elle se dirige vers l'est jusqu'à Silverton, vers le sud-est jusqu'à Angusville et traverse la Première Nation de Waywayseecappo. Après avoir passé par la Première Nation, elle continue son trajet vers le sud-est vers Rossburn. Elle atteint ensuite Oakburn et Menzie, où elle reprend un alignement vers l'est. Elle passe par le sud d'Elphinstone et y traverse la rivière Little Saskatchewan. Elle passe ensuite par Sandy Lake et Rackham. Au sud-est de Rackham, la route rencontre la route 10 et prend fin à quelques kilomètres au sud d'Erickson.

## Intersections majeures
| Division | Ville       | km     | Destinations                                                 | Notes                                                |
| -------- | ----------- | ------ | ------------------------------------------------------------ | ---------------------------------------------------- |
| No. 16   | Russell     | 0,00   | PTH-16 / PTH-83 – Minnedosa, Yorkton                         |                                                      |
| No. 16   | Silverton   | 8,00   | PR 478 – Binscarth, Esterhazy                                |                                                      |
| No. 16   | Angusville  | 19,00  | PR 476                                                       |                                                      |
| No. 16   | Rossburn    | 37,00  | PR 264 – Rossburn, Deep Lake                                 |                                                      |
| No. 15   | Oakburn     | 58,00  | PTH-21 sud – Shoal Lake, Hamiota, Hartney PR 577 nord – Olha | Terminus nord de a PTH-21; terminus sud de la PR 577 |
| No. 15   | Menzie      | 65,00  | PR 566 nord (1st Avenue) – Seech Lake                        | Terminus sud de la PR 566                            |
| No. 15   | Elphinstone | 77,00  | PR 354 – Onanole, Strathclair                                |                                                      |
| No. 15   | Sandy Lake  | 87,00  | PR 250 – Crawford Park, Newdale                              |                                                      |
| No. 15   |             | 98,00  | PR 270 – Onanole, Brasswood                                  |                                                      |
| No. 15   |             | 106,00 | PTH-10 (John Bracken Highway) – Dauphin, Minnedosa           |                                                      |
|          |             |        |                                                              |                                                      |